# Laver Cup
La Laver Cup es una competición anual de tenis masculino organizada por Team 8 bajo el impulso del extenista suizo Roger Federer. Forma parte del circuito ATP como torneo oficial (desde 2019), pese a no repartir puntos de momento. Debe su nombre al extenista australiano Rod Laver, el más destacado del mundo en los años 1960 y el único hombre en ganar los cuatro títulos del Grand Slam en el mismo año en dos ocasiones (1962 y 1969).
La primera edición se disputó del 22 al 24 de septiembre de 2017 en el O2 Arena de Praga.
La segunda edición se disputó del 21 al 23 de septiembre de 2018 en el United Center, Chicago.
La tercera edición se disputó del 20 al 22 de septiembre de 2019 en el complejo multideportivo Palexpo, Ginebra. 
La cuarta edición, a pesar de que inicialmente no sería hasta 2021 debido a Tokio 2021, se iba a disputar en 2020 del 25 al 27 de septiembre en el TD Garden de la ciudad de Boston, pero debido al cambio de fecha del abierto de Roland Garros se volvió a posponer para 2021. Finalmente se celebró del 24 al 26 de septiembre de 2021.
La quinta edición se disputó en el O2 Arena de Londres del 23 al 25 de septiembre de 2022. En esta edición, el tenista Roger Federer se retiró jugando un partido de dobles con Rafael Nadal, siendo sus rivales Jack Sock y Frances Tiafoe, el cual perdieron por 6-4, 6-7(2), [9-11].

## Historia
El torneo lleva el nombre del australiano Rod Laver, un tenista ampliamente considerado como uno de los más grandes en la historia del deporte (ganó los cuatro títulos principales en el mismo año calendario, ganando el Grand Slam dos veces en individuales, en 1962 y 1969, esta última sigue siendo la única vez que un hombre lo ha hecho en la Era Abierta). La empresa de gestión de Roger Federer, TEAM8, el empresario brasileño y exjugador de la Copa Davis Jorge Paulo Lemann y Tennis Australia se asociaron para crear la Laver Cup. Roger Federer se inspiró para crear un torneo de tenis por equipos basado en el torneo de golf bienal Ryder Cup, que presenta a los mejores golfistas de los Estados Unidos jugando contra los mejores golfistas de Europa. Sin embargo, la Laver Cup difiere, ya que es un evento puramente por invitación, basado en actuaciones históricas pasadas y la selección de (y el acuerdo de juego con) los participantes. 
Los antiguos rivales Björn Borg de Suecia (Team Europe) y John McEnroe de los Estados Unidos (Team World) fueron anunciados para servir como capitanes durante al menos las tres primeras ediciones. Después de la edición de 2019 anunciaron que retomarán su papel como capitanes de equipo por cuarta edición consecutiva.En mayo de 2024, se confirmó que Yannick Noah (Europe) y Andre Agassi (World) serían los nuevos capitanes a partir de la edición del 2025.

## Formato
Normalmente se lleva a cabo dos semanas después del US Open, con la ubicación rotando entre varias ciudades anfitrionas (que generalmente no tienen un evento ATP Tour); alternando anualmente entre ciudades europeas y ciudades del resto del mundo.
Además de las tarifas de participación garantizadas, que se basan en las clasificaciones ATP de los jugadores, cada miembro del equipo ganador recibe $250 000 en premio en metálico, pero el torneo en sí no cuenta para el total de puntos de los jugadores en el ATP Tour de ese año.
Los partidos durante el torneo Laver Cup difieren de los 3 sets convencionales de los partidos jugados en el ATP Tour; en el caso de que el partido esté empatado a un set, se juega un "desempate de partido" de 10 puntos, en lugar de un set final decisivo (esto es para garantizar que todos los partidos concluyan en un plazo razonable de aproximadamente 2 horas, al tiempo que permite 4 partidos que deben completarse dentro de un día de partido, que comienza a la 1 p. m. hora local para los días 1 y 2, o a las 12 del mediodía hora local para el último día 3 del torneo). Además, a diferencia de los partidos convencionales de la gira ATP, el entrenamiento de los participantes del partido se aplica comúnmente en la cancha por parte de los compañeros de equipo y los capitanes de los equipos.
La competencia enfrenta a seis de los mejores jugadores europeos contra seis de sus contrapartes del resto del mundo. Cada equipo está dirigido por un capitán de equipo, que es una leyenda del tenis. Tres de los seis jugadores califican con base en su clasificación ATP individual a partir del lunes posterior al Roland Garros en junio. Tres son "elecciones del capitán", anunciadas por el inicio del US Open, en agosto.
Se juegan 12 partidos en tres días (nueve individuales y tres dobles). Cada victoria en el partido del día 1 vale un punto, el día 2 dos puntos y el día 3 tres puntos. El primer equipo en conseguir 13 puntos gana el torneo. Por lo tanto, el equipo ganador solo se puede decidir el día 3. Ningún jugador juega individuales más de dos veces. Al menos cuatro de los seis miembros del equipo participan en dobles. Todos los partidos comienzan como dos sets, se juega un "desempate de partido" de 10 puntos si el partido está empatado en un set.
En el caso de que ambos equipos estén empatados a 12 puntos cada uno, se jugará un quinto partido conocido como "The Decider" el día 3, en el que un set se jugará como un set normal con puntuación publicitaria y desempate. En el caso de que solo se requiera un partido el domingo (el último evento anterior fue en la Laver Cup 2021), se juega un partido de exhibición después de la ceremonia de entrega de trofeos.

## Resultados
| Año  | Ubicación                   | Europa       | Resultado                                                                                              | Resto del mundo |              |                                                                                                 |
| Año  | Ubicación                   | Capitán      | Resultado                                                                                              | Jugadores       | Capitán      | Jugadores                                                                                       |
| 2017 | O2 Arena, Praga             | Björn Borg   | Rafael Nadal Roger Federer Alexander Zverev Marin Čilić Dominic Thiem Tomáš Berdych                    | 15-9            | John McEnroe | Sam Querrey John Isner Nick Kyrgios Jack Sock Denis Shapovalov Frances Tiafoe                   |
| 2018 | United Center, Chicago      | Björn Borg   | Roger Federer Novak Djokovic Alexander Zverev Grigor Dimitrov David Goffin Kyle Edmund                 | 13-8            | John McEnroe | Kevin Anderson John Isner Diego Schwartzman Jack Sock Nick Kyrgios Frances Tiafoe               |
| 2019 | Palexpo, Ginebra            | Björn Borg   | Rafael Nadal Roger Federer Dominic Thiem Alexander Zverev Stefanos Tsitsipas Fabio Fognini             | 13-11           | John McEnroe | John Isner Milos Raonic Nick Kyrgios Taylor Fritz Denis Shapovalov Jack Sock                    |
| 2021 | TD Garden, Boston           | Björn Borg   | Daniil Medvédev Stefanos Tsitsipas Alexander Zverev Andrey Rublev Matteo Berrettini Casper Ruud        | 14-1            | John McEnroe | Félix Auger-Aliassime Denis Shapovalov Diego Schwartzman Reilly Opelka John Isner Nick Kyrgios  |
| 2022 | The O2 Arena, Londres       | Björn Borg   | Casper Ruud Rafael Nadal Stefanos Tsitsipas Novak Djokovic Andy Murray Roger Federer Matteo Berrettini | 8-13            | John McEnroe | Taylor Fritz Félix Auger-Aliassime Diego Schwartzman Frances Tiafoe Álex de Miñaur Jack Sock    |
| 2023 | Rogers Arena, Vancouver     | Björn Borg   | Andrey Rublev Casper Ruud Hubert Hurkacz Alejandro Davidovich Arthur Fils Gaël Monfils                 | 2-13            | John McEnroe | Taylor Fritz Frances Tiafoe Tommy Paul Félix Auger-Aliassime Ben Shelton Francisco Cerúndolo    |
| 2024 | Uber Arena, Berlín          | Björn Borg   | Alexander Zverev Carlos Alcaraz Daniil Medvédev Casper Ruud Grigor Dimitrov Stefanos Tsitsipas         | 13-11           | John McEnroe | Taylor Fritz Frances Tiafoe Ben Shelton Alejandro Tabilo Francisco Cerúndolo Thanasi Kokkinakis |
| 2025 | Chase Center, San Francisco | Yannick Noah | |                 | Andre Agassi |                                                                                                 |
| 2026 | The O2 Arena, Londres       | Yannick Noah | |                 | Andre Agassi |                                                                                                 |

## Participaciones por jugador
| Pos. | Jugador               | Equipo          | Torneos | Ediciones            | Partidos | Partidos | Partidos | Partidos | Total | Total |
| Pos. | Jugador               | Equipo          | Torneos | Ediciones            | Ind.     | %        | Dob.     | %        | G-P   | %     |
| ---- | --------------------- | --------------- | ------- | -------------------- | -------- | -------- | -------- | -------- | ----- | ----- |
| 1    | Alexander Zverev      | Europa          | 5       | 2017, 18, 19, 21, 24 | 6-2      | 75       | 2-2      | 50       | 8-4   | 66,6  |
| 2    | Frances Tiafoe        | Resto del Mundo | 5       | 2017, 18, 22, 23, 24 | 3-4      | 42,8     | 2-1      | 66,6     | 5-5   | 50    |
| 3    | Taylor Fritz          | Resto del Mundo | 4       | 2019, 22, 23, 24     | 4-2      | 66,6     | 1-0      | 100      | 5-2   | 71,4  |
| 4    | Roger Federer         | Europa          | 4       | 2017, 18, 19, 22     | 6-0      | 100      | 2-4      | 33,3     | 8-4   | 66,6  |
| 5    | Casper Ruud           | Europa          | 4       | 2021, 22, 23, 24     | 3-1      | 75       | 1-1      | -        | 4-2   | 66,6  |
| 6    | Jack Sock             | Resto del Mundo | 4       | 2017, 18, 19, 22     | 1-3      | 25       | 9-3      | 75       | 10-6  | 62,5  |
| 7    | Stefanos Tsitsipas    | Europa          | 4       | 2019, 21, 22, 24     | 4-1      | 80       | 1-3      | 25       | 5-4   | 55,5  |
| 8    | John Isner            | Resto del Mundo | 4       | 2017, 18, 19, 21     | 1-5      | 16,7     | 5-1      | 83,3     | 6-6   | 50    |
| 9    | Nick Kyrgios          | Resto del Mundo | 4       | 2017, 18, 19, 21     | 1-4      | 20       | 3-1      | 75       | 4-5   | 44,4  |
| 10   | Félix Auger-Aliassime | Resto del Mundo | 3       | 2021, 22, 23         | 2-2      | 50       | 3-0      | 100      | 5-2   | 71,42 |
| 11   | Rafael Nadal          | Europa          | 3       | 2017, 19, 22         | 2-1      | 66,6     | 1-3      | 25       | 3-4   | 42,8  |
| 12   | Denis Shapovalov      | Resto del Mundo | 3       | 2017, 19, 21         | 0-3      | 0        | 1-2      | 33,3     | 1-5   | 16,7  |
| 13   | Diego Schwartzman     | Resto del Mundo | 3       | 2018, 21, 22         | 0-3      | 0        | 0        | -        | 0-3   | 0     |
| 14   | Francisco Cerúndolo   | Resto del Mundo | 2       | 2023, 24             | 2-0      | 100      | 0-0      | -        | 2-0   | 100   |
| 15   | Ben Shelton           | Resto del Mundo | 2       | 2023, 24             | 2-1      | 66,6     | 4-1      | 80       | 6-2   | 75    |
| 16   | Dominic Thiem         | Europa          | 2       | 2017, 19             | 2-1      | 66,6     | 0-0      | -        | 2-1   | 66,6  |
| 17   | Grigor Dimitrov       | Europa          | 2       | 2018, 2024           | 2-0      | 100      | 0-1      | 0        | 2-1   | 66,6  |
| 18   | Matteo Berrettini     | Europa          | 2       | 2021, 22             | 2-0      | 100      | 1-2      | 33,3     | 3-2   | 60    |
| 19   | Andrei Rublev         | Europa          | 2       | 2021, 2023           | 1-1      | 50       | 2-2      | 50       | 3-3   | 50    |
| 20   | Novak Djokovic        | Europa          | 2       | 2018, 22             | 1-2      | 33,3     | 1-1      | 50       | 2-3   | 40    |
| 21   | Daniil Medvédev       | Europa          | 2       | 2021, 24             | 1-2      | 33,3     | 0-0      | -        | 1-2   | 33,3  |
| 22   | Carlos Alcaraz        | Europa          | 1       | 2024                 | 2-0      | 100      | 1-1      | 50       | 3-1   | 75    |
| 23   | Kyle Edmund           | Europa          | 1       | 2018                 | 1-0      | 100      | 0        | -        | 1-0   | 100   |
| 24   | Kevin Anderson        | Resto del Mundo | 1       | 2018                 | 1-1      | 50       | 1-0      | 100      | 2-1   | 66,6  |
| 25   | Marin Čilić           | Europa          | 1       | 2017                 | 1-0      | 100      | 0-1      | 0        | 1-1   | 50    |
| 26   | David Goffin          | Europa          | 1       | 2018                 | 1-0      | 100      | 0-1      | 0        | 1-1   | 50    |
| 27   | Álex de Miñaur        | Resto del Mundo | 1       | 2022                 | 1-0      | 100      | 0-1      | 0        | 1-1   | 50    |
| 28   | Tommy Paul            | Resto del Mundo | 1       | 2023                 | 0-1      | 0        | 1-0      | 0        | 1-1   | 50    |
| 29   | Fabio Fognini         | Europa          | 1       | 2019                 | 0-1      | 0        | 0        | -        | 0-1   | 0     |
| 29   | Milos Raonic          | Resto del Mundo | 1       | 2019                 | 0-2      | 0        | 0        | -        | 0-2   | 0     |
| 31   | Reilly Opelka         | Resto del Mundo | 1       | 2021                 | 0-1      | 0        | 0-1      | 0        | 0-2   | 0     |
| 31   | Andy Murray           | Europa          | 1       | 2022                 | 0-1      | 0        | 0-1      | 0        | 0-2   | 0     |
| 31   | Alejandro Davidovich  | Europa          | 1       | 2023                 | 0-1      | 0        | 0-1      | 0        | 0-2   | 0     |
| 31   | Gaël Monfils          | Europa          | 1       | 2023                 | 0-1      | 0        | 0-1      | 0        | 0-2   | 0     |
| 35   | Tomáš Berdych         | Europa          | 1       | 2017                 | 0-1      | 0        | 0-2      | 0        | 0-3   | 0     |
| 35   | Alejandro Tabilo      | Resto del Mundo | 1       | 2024                 | 0-1      | 0        | 1-0      | 100      | 1-1   | 50    |
| 35   | Thanasi Kokkinakis    | Resto del Mundo | 1       | 2024                 | 0-1      | 0        | 0-0      | 0        | 0-1   | 0     |
| 35   | Sam Querrey           | Resto del Mundo | 1       | 2017                 | 0-2      | 0        | 0-1      | 0        | 0-3   | 0     |
| 35   | Hubert Hurkacz        | Europa          | 1       | 2023                 | 0-1      | 0        | 0-2      | 0        | 0-3   | 0     |
| 35   | Arthur Fils           | Europa          | 1       | 2023                 | 0-1      | 0        | 0-2      | 0        | 0-3   | 0     |

- Actualizado después de la edición 2024